# Mondim de Basto (freguesia)
Mondim de Basto is een plaats (freguesia) in de Portugese gemeente (concelho) Mondim de Basto en telt 3273 inwoners (2011).